# Erysimum szowitsianum
Erysimum szowitsianum är en korsblommig växtart som beskrevs av Pierre Edmond Boissier. Erysimum szowitsianum ingår i släktet kårlar, och familjen korsblommiga växter. Inga underarter finns listade i Catalogue of Life.